# Ruta nacional PE-1N I
La Ruta nacional PE-1N I es una vía en el departamento de Lambayeque. Actualmente la vía se encuentra concesionada al Obrainsa Concesión Valle del Zaña S.A. Tiene una longitud existente de 104.13 km y 11.327 km proyectado.